# Porta Trigemina
La Porta Trigemina era una porta cittadina che si apriva nel tratto di mura serviane alla base dell'Aventino.

## Etimologia
Diverse sono le spiegazioni che vengono fornite del nome "Trigemina". Parrebbe da escludere quella derivata da porta a tre arcate in quanto, secondo il Säflund, uno dei massimi studiosi di topografia dell'antica Roma, quel tipo di porta non potrebbe risalire a periodi pre-sillani. Si è anche avanzata  un'ipotesi secondo la quale poteva forse trattarsi di 3 porte, una dietro l'altra. Più plausibile, in quanto legata a considerazioni di carattere mitologico, la possibilità che sul portale fosse scolpita l'effigie delle tre teste del ladrone Caco, che abitava proprio in quella zona e che, oltre a terrorizzare il vicinato, aveva rubato la mandria di Ercole. Nel vicino Foro Boario, infatti, esisteva l'ara che secondo il mito Ercole stesso, ucciso Caco, avrebbe innalzato a Giove per ringraziarlo di avergli fatto ritrovare i suoi buoi; sempre nelle immediate vicinanze sembra esistesse anche un tempio dedicato, appunto, ad "Ercole vincitore".
Oltre che "Trigemina", la porta era anche chiamata "Minucia", ed anche in questo caso si hanno due plausibili spiegazioni del nome. Secondo quella mitologica deriverebbe dalla vicinanza del tempio dedicato al dio Minucio (una diversa personificazione di Ercole), scopritore di ladri e briganti che infestavano la zona anticamente ricoperta da fitte boscaglie; questo Minucio era la contrapposizione della dea Laverna, la protettrice di quegli stessi ladri e briganti, che aveva il suo tempio poco distante, nei pressi della vicina Porta Lavernalis. L'altra spiegazione si riferisce alla presenza, vicino alla porta, del monumento innalzato al prefetto dell'annona Lucio Minucio Augurino, in carica nel 439-438 a.C.

## Localizzazione
Qualche ipotesi la indica verso l'attuale Via della Greca. Alcuni studiosi la collocano sul tracciato dell'antica Scalae Cassi che dalle sponde del Tevere saliva sull'Aventino fino all'attuale chiesa di Santa Sabina.
Secondo una diversa ipotesi, più accreditata, era invece collocata in una posizione leggermente diversa, in corrispondenza dell'attuale via di S. Sabina, ed era attraversata dal clivus Publicius, che portava al tempio di Diana sull'Aventino.
I più recenti rilevamenti archeologici, effettuati da G. Pisani Sartorio e H. Lyngby, hanno però parzialmente modificato questa dislocazione, spostando la porta più a valle, verso l'inizio del clivus Publicius, che però viene identificato non più con l'attuale Clivo dei Publicii, ma con il vicino Clivo di Rocca Savella. Tale collocazione sembra inoltre più coerente con lo sviluppo degli avvenimenti storici legati all'epilogo delle sollevazioni che hanno avuto come protagonista Gaio Sempronio Gracco (v. oltre), in quanto il Clivo di Rocca Savella è certamente più vicino al pons Sublicius di quanto non lo sia l'attuale Clivo dei Publicii.
La posizione della Porta Trigemina rivestiva una considerevole importanza strategica dal punto di vista sociale, economico e commerciale. Posta al centro di uno dei quartieri più popolosi e attivi dell'epoca repubblicana, nei pressi del Foro Boario, tra il porto, le saline e i cantieri navali, a breve distanza dai depositi merci e magazzini di olio, grano e vino e dagli empori e gli uffici del dazio, si apriva alla base di quel colle Aventino che, quartiere residenziale della Roma plebea, da sempre è stato teatro di rivendicazioni e lotte politiche tra le classi sociali. Proprio di fronte alla porta si trovava il più importante porto della città, rimasto tale fino alla costruzione di quello di Ostia da parte dell'imperatore Claudio: scalo passeggeri, scalo merci e porto militare.
Dionigi di Alicarnasso attesta l'esistenza presso i romani del culto di Evandro, cui era dedicato un altare sotto l'Aventino, presso la Porta Trigemina.

Da questa porta aveva origine la Via Ostiense.

## Storia
Storicamente la Porta Trigemina è stata teatro delle lotte sociali che hanno visto la fine di Gaio Sempronio Gracco e l'opposizione armata della plebe contro l'esercito consolare che, spezzata la resistenza sull'Aventino, costrinse i rivoltosi allo scontro sul clivus Sublicius, intorno alla porta e sul vicino pons Sublicius. Con il massacro dei tremila partigiani plebei di Gaio Sempronio Gracco finiva anche la speranza di una riforma agraria e di una nuova struttura sociale.
La porta è stata ricostruita con il nome di Arco di Lentulo e Crispino. L'arco, che sorgeva nei pressi di Santa Maria in Cosmedin, fu distrutto nel XV secolo.